# Partido Revolucionario de Tíbet
El Partido Revolucionario de Tíbet (en en chino tradicional, 西藏革命黨; pinyin, Xīzàng Gémìngdǎng Partido Revolucionario de las Provincias Occidentales, en en tibetano: ནུབ་ལེགས་བཅོས་སྐྱིད་སྡུག, wylie: nub-bod-legs-bcos-skyid-sdugPartido de la Reforma de Tíbet Occidental) también conocido como Partido Progresista y en inglés como Partido del Mejoramiento, fue un partido político tibetano antifeudal, secular y vinculado al nacionalismo chino de Chiang Kai-shek y el Kuomintang. Fundado por el intelectual chino y monje reformista Gendün Chöphel y el acaudalado aristócrata tibetano Pandatsang Rapga en Kalimpong, India. Rapga apoyaba el dominio chino sobre Tíbet y era opositor del dalái lama y pensaba que la influencia británica sobre Tíbet resultaba beneficioso. Ragpa era también ferozmente anticomunista y se opuso al maoísmo. Ragpa era seguidor de Sun Yat-sen y creía firmemente en sus ideas, en especial la de los Tres Principios del Pueblo que buscaba implementar en Tíbet. Sin embargo, tras la invasión china del Tíbet en 1950 y el triunfo del maoísmo en China, Ragpa escapó a Taiwán donde fallecería y su partido sería disuelto.